# Luke McCowan
Luke McCowan (Greenock, 9 dicembre 1997) è un calciatore scozzese, attaccante del Celtic.

## Biografia
Nato a Greenock, in Scozia, si è diplomato alla Notre Dame High School.

## Caratteristiche tecniche
È un'ala sinistra.

## Carriera
Cresciuto nelle giovanili dell'Ayr Utd, nel 2021 si trasferisce al Dundee in Scottish Premiership.

## Palmarès

### Club

#### Competizioni nazionali
- Scottish Championship: 1

Dundee: 2022-2023
- Coppa di Lega scozzese: 1

Celtic: 2024-2025
- Campionato scozzese: 1

Celtic: 2024-2025